# Râmnicelu (gmina w okręgu Braiła)
Râmnicelu – gmina w Rumunii, w okręgu Braiła. Obejmuje miejscowości Boarca, Constantinești, Mihail Kogălniceanu i Râmnicelu. W 2011 roku liczyła 2074 mieszkańców. 